# Llista de topònims del Bruc
Llista de topònims (noms propis de lloc) del municipi del Bruc, a l'Anoia
Informació actualitzada per un bot. Els canvis manuals es perdran quan s'actualitzi!

## cabana
| imatge | Nom                       | Ubicat a | instància de | Detalls | coordenades                                                         | Protecció | Commons (més fotos) | Dades a WD                    |
| ------ | ------------------------- | -------- | ------------ | ------- | ------------------------------------------------------------------- | --------- | ------------------- | ----------------------------- |
|        | barraca del Magí del Gras | el Bruc  | cabana       |         | 41° 37′ 43″ N, 1° 46′ 33″ E / 41.6286517339225°N,1.775746925583°E   |           |                     | Modifica les dades a Wikidata |
|        | pallissa de Can Marquès   | el Bruc  | cabana       |         | 41° 34′ 31″ N, 1° 47′ 37″ E / 41.5751937176146°N,1.79352599991161°E |           |                     | Modifica les dades a Wikidata |

## casa
| imatge | Nom                 | Ubicat a | instància de           | Detalls                                                                                     | coordenades                                                                      | Protecció                                  | Commons (més fotos)        | Dades a WD                    |
| ------ | ------------------- | -------- | ---------------------- | ------------------------------------------------------------------------------------------- | -------------------------------------------------------------------------------- | ------------------------------------------ | -------------------------- | ----------------------------- |
|        | Cal Calvo           | el Bruc  | casa                   | Arquitecte: Ricard Giralt i Casadesús Estil: arquitectura eclèctica 1914                    | 41° 34′ 42″ N, 1° 46′ 51″ E / 41.57833°N,1.78092°E ca:Bruc del Mig, 4            | bé cultural d'interès local                | Cal Calvo (el Bruc)        | Modifica les dades a Wikidata |
|        | Cal Casas Petit     | el Bruc  | casa                   | Arquitecte: Ricard Giralt i Casadesús Estil: modernisme català arquitectura modernista 1913 | 41° 34′ 42″ N, 1° 46′ 51″ E / 41.57839°N,1.7809°E ca:C/ Bruc del mig, 6          | bé cultural d'interès local                | Cal Casas Petit (el Bruc)  | Modifica les dades a Wikidata |
|        | Cal Chic Cordero    | el Bruc  | casa                   | 1867                                                                                        | 41° 34′ 45″ N, 1° 46′ 49″ E / 41.57928°N,1.78027°E ca:C/ Bruc del Mig, 21        | bé integrant del patrimoni cultural català | Cal Chic Cordero (el Bruc) | Modifica les dades a Wikidata |
|        | Cal Cordero         | el Bruc  | casa                   | Estil: arquitectura popular 1880                                                            | 41° 34′ 44″ N, 1° 46′ 49″ E / 41.57895°N,1.78031°E ca:C/ del Bruc del Mig, 11    | bé cultural d'interès local                | Cal Cordero (el Bruc)      | Modifica les dades a Wikidata |
|        | Cal Díaz            | el Bruc  | casa                   | Arquitecte: Ricard Giralt i Casadesús Estil: arquitectura modernista 1910s                  | 41° 34′ 41″ N, 1° 46′ 50″ E / 41.57808°N,1.78064°E ca:carrer del Bruc del Mig, 1 | bé integrant del patrimoni cultural català | Cal Díaz (el Bruc)         | Modifica les dades a Wikidata |
|        | Cal Porquer         | el Bruc  | casa                   | Estil: arquitectura popular 12nd century                                                    | 41° 34′ 40″ N, 1° 47′ 02″ E / 41.577667°N,1.783869°E ca:Bruc de la Parròquia     | bé cultural d'interès local                | Cal Porquer (el Bruc)      | Modifica les dades a Wikidata |
|        | Can Casas (el Bruc) | el Bruc  | casa casa consistorial | Arquitecte: Cristòfor Cascante i Colom Estil: arquitectura modernista                       | 41° 34′ 51″ N, 1° 46′ 47″ E / 41.5809°N,1.77982°E ca:Bruc del Mig, 55            | bé cultural d'interès local                | Can Casas (el Bruc)        | Modifica les dades a Wikidata |
|        | Can Domènec         | el Bruc  | casa                   |                                                                                             | 41° 34′ 38″ N, 1° 47′ 04″ E / 41.57728°N,1.78443°E ca:C/ De la Parròquia, 18     | bé integrant del patrimoni cultural català | Can Domènec (el Bruc)      | Modifica les dades a Wikidata |
|        | Casa Panama Canal   | el Bruc  | casa                   | Estil: arquitectura popular 20th century                                                    | 41° 34′ 42″ N, 1° 46′ 52″ E / 41.57822°N,1.78101°E ca:C/ Bruc del mig, 2         | bé cultural d'interès local                | Casa Panama Canal          | Modifica les dades a Wikidata |

## cova
| imatge | Nom                    | Ubicat a | instància de | Detalls | coordenades                                                                                               | Protecció | Commons (més fotos) | Dades a WD                    |
| ------ | ---------------------- | -------- | ------------ | ------- | --- | --------- | ------------------- | ----------------------------- |
|        | Balma de Can Solà      | el Bruc  | cova         |         | 41° 35′ 58″ N, 1° 44′ 57″ E / 41.5995617500043°N,1.74922618704275°E                                       |           |                     | Modifica les dades a Wikidata |
|        | Cova Diablera          | el Bruc  | cova         |         | 41° 36′ 18″ N, 1° 46′ 50″ E / 41.6049597740938°N,1.78050310868886°E                                       |           |                     | Modifica les dades a Wikidata |
|        | Cova Tapiada           | el Bruc  | cova         |         | 41° 36′ 00″ N, 1° 47′ 06″ E / 41.5998741643688°N,1.78507469019288°E                                       |           |                     | Modifica les dades a Wikidata |
|        | cova de Coll de Mosset | el Bruc  | cova         |         | 41° 35′ 38″ N, 1° 47′ 58″ E / 41.5939358180007°N,1.79939219957492°E                                       |           |                     | Modifica les dades a Wikidata |
|        | cova de Mas Muntanya   | el Bruc  | cova         |         | 41° 36′ 05″ N, 1° 46′ 53″ E / 41.6012764011177°N,1.78140045300374°E                                       |           |                     | Modifica les dades a Wikidata |
|        | cova de l'Arcada       | el Bruc  | cova         |         | 41° 36′ 02″ N, 1° 47′ 32″ E / 41.600592°N,1.792103°E Montserrat                                           |           |                     | Modifica les dades a Wikidata |
|        | cova de la Partió      | el Bruc  | cova         |         | 41° 36′ 24″ N, 1° 47′ 05″ E / 41.6065616497601°N,1.78462520288995°E                                       |           |                     | Modifica les dades a Wikidata |
|        | cova de la Sabata      | el Bruc  | cova         |         | 41° 37′ 13″ N, 1° 47′ 05″ E / 41.6203621263368°N,1.78478619868358°E                                       |           |                     | Modifica les dades a Wikidata |
|        | cova de les Pruneres   | el Bruc  | cova         |         | 41° 36′ 20″ N, 1° 47′ 53″ E / 41.6055036117909°N,1.79792968861659°E                                       |           |                     | Modifica les dades a Wikidata |
|        | cova del Cabrit        | el Bruc  | cova         |         | 41° 35′ 49″ N, 1° 47′ 26″ E / 41.597030762162°N,1.79046757609198°E                                        |           |                     | Modifica les dades a Wikidata |
|        | cova del Fonso         | el Bruc  | cova         |         | 41° 35′ 49″ N, 1° 47′ 05″ E / 41.5968523263863°N,1.78465141185285°E                                       |           |                     | Modifica les dades a Wikidata |
|        | cova del Ponç          | el Bruc  | cova         |         | 41° 35′ 04″ N, 1° 45′ 34″ E / 41.5843426954159°N,1.75946518239116°E ca:Prop de Can Guixà i de Can Manuel. |           |                     | Modifica les dades a Wikidata |

## creu de terme
| imatge | Nom                                   | Ubicat a                           | instància de  | Detalls                          | coordenades                                                             | Protecció                                  | Commons (més fotos) | Dades a WD                    |
| ------ | ------------------------------------- | ---------------------------------- | ------------- | -------------------------------- | ----------------------------------------------------------------------- | ------------------------------------------ | ------------------- | ----------------------------- |
|        | creu de terme de Santa Maria del Bruc | el Bruc                            | creu de terme | Estil: arquitectura popular 1959 | 41° 34′ 43″ N, 1° 46′ 58″ E / 41.57871°N,1.7828°E ca:C/ De la parròquia | bé integrant del patrimoni cultural català |                     | Modifica les dades a Wikidata |
|        | creu del Centenari                    | el Bruc                            | creu de terme |                                  | 41° 34′ 55″ N, 1° 46′ 47″ E / 41.58205671571378°N,1.7796216842100296°E  |                                            | Creu del Centenari  | Modifica les dades a Wikidata |
|        | creu del Terrer Roig                  | el Bruc Sant Salvador de Guardiola | creu de terme |                                  | 41° 39′ 12″ N, 1° 46′ 27″ E / 41.653332905492°N,1.77424681665111°E      |                                            |                     | Modifica les dades a Wikidata |

## entitat singular de població
| imatge | Nom                    | Ubicat a | instància de                                   | Detalls  | coordenades                                                                  | Protecció | Commons (més fotos)    | Dades a WD                    |
| ------ | ---------------------- | -------- | ---------------------------------------------- | -------- | ---------------------------------------------------------------------------- | --------- | ---------------------- | ----------------------------- |
|        | Montserrat Parc        | el Bruc  | entitat singular de població                   | 695 hab  | 41° 36′ 23″ N, 1° 44′ 31″ E / 41.6063542381612°N,1.74190657084052°E 625 msnm |           |                        | Modifica les dades a Wikidata |
|        | Sant Pau de la Guàrdia | el Bruc  | entitat singular de població                   | 83 hab   | 41° 36′ 43″ N, 1° 44′ 50″ E / 41.61194444°N,1.74722222°E 680 msnm            |           | Sant Pau de la Guàrdia | Modifica les dades a Wikidata |
|        | el Bruc                | el Bruc  | entitat singular de població capital municipal | 1250 hab | 41° 34′ 45″ N, 1° 46′ 53″ E / 41.57923574°N,1.78129819°E 468 msnm            |           |                        | Modifica les dades a Wikidata |
|        | el Bruc Residencial    | el Bruc  | entitat singular de població                   | 265 hab  | 41° 34′ 24″ N, 1° 48′ 03″ E / 41.5732084036411°N,1.80091562993741°E 414 msnm |           |                        | Modifica les dades a Wikidata |

## església
| imatge | Nom                         | Ubicat a | instància de              | Detalls                                               | coordenades                                                                                      | Protecció                   | Commons (més fotos)                | Dades a WD                    |
| ------ | --------------------------- | -------- | ------------------------- | ----------------------------------------------------- | ------------------------------------------------------------------------------------------------ | --------------------------- | ---------------------------------- | ----------------------------- |
|        | Sant Miquel de Vilaclara    | el Bruc  | església                  | Estil: arquitectura romànica                          | 41° 35′ 23″ N, 1° 44′ 58″ E / 41.5896°N,1.74944°E ca:Camí de can Guixar, prop del túnel del Bruc | bé cultural d'interès local |                                    | Modifica les dades a Wikidata |
|        | Sant Pau                    | el Bruc  | església                  | Estil: arquitectura popular 1743                      | 41° 36′ 44″ N, 1° 44′ 52″ E / 41.6121°N,1.74773°E ca:Nucli de Sant Pau de la Guàrdia             | bé cultural d'interès local | Església de Sant Pau de la Guàrdia | Modifica les dades a Wikidata |
|        | Sant Pau Vell de la Guàrdia | el Bruc  | església edifici històric | Estil: arquitectura romànica                          | 41° 36′ 29″ N, 1° 46′ 25″ E / 41.60798°N,1.77372°E ca:Coll de Guirló                             | bé cultural d'interès local | Sant Pau Vell de la Guàrdia        | Modifica les dades a Wikidata |
|        | Sant Pere de Vilardell      | el Bruc  | església capella          | Estat: ruïnós                                         | 41° 37′ 35″ N, 1° 47′ 06″ E / 41.6262539577975°N,1.78490363937251°E                              |                             |                                    | Modifica les dades a Wikidata |
|        | Sant Simeó Estilita         | el Bruc  | església                  | Estil: arquitectura romànica                          | 41° 37′ 55″ N, 1° 43′ 29″ E / 41.631901°N,1.724719°E                                             | bé cultural d'interès local |                                    | Modifica les dades a Wikidata |
|        | Santa Maria del Bruc        | el Bruc  | església                  | Estil: arquitectura romànica arquitectura neoclàssica | 41° 34′ 34″ N, 1° 47′ 09″ E / 41.57603°N,1.78577°E ca:Bruc de la Parròquia                       | bé cultural d'interès local | Església de Santa Maria (El Bruc)  | Modifica les dades a Wikidata |

## forn de calç
| imatge | Nom                              | Ubicat a | instància de | Detalls                     | coordenades                                                                | Protecció                                  | Commons (més fotos) | Dades a WD                    |
| ------ | -------------------------------- | -------- | ------------ | --------------------------- | -------------------------------------------------------------------------- | ------------------------------------------ | ------------------- | ----------------------------- |
|        | Forn de calç de Roques Blanques  | el Bruc  | forn de calç | Estil: arquitectura popular |                                                                            | bé integrant del patrimoni cultural català |                     | Modifica les dades a Wikidata |
|        | Forn de calç del Clot del Tambor | el Bruc  | forn de calç | Estil: arquitectura popular | 41° 35′ 21″ N, 1° 47′ 18″ E / 41.58923°N,1.78829°E ca:Est del Bruc del Mig | bé integrant del patrimoni cultural català |                     | Modifica les dades a Wikidata |

## masia
| imatge | Nom                      | Ubicat a         | instància de | Detalls                                  | coordenades | Protecció                                  | Commons (més fotos)                 | Dades a WD                    |
| ------ | ------------------------ | ---------------- | ------------ | ---------------------------------------- | --- | ------------------------------------------ | ----------------------------------- | ----------------------------- |
|        | Ca l'Ignasi de la Serra  | el Bruc          | masia        |                                          | 41° 34′ 54″ N, 1° 46′ 23″ E / 41.5816067271621°N,1.7730971684268°E                                                                           |                                            |                                     | Modifica les dades a Wikidata |
|        | Ca n'Oller de la Guàrdia | el Bruc          | masia        | Estil: arquitectura popular              | 41° 37′ 54″ N, 1° 43′ 27″ E / 41.63161°N,1.72427°E ca:Nord-oest del terme                                                                    | bé cultural d'interès local                |                                     | Modifica les dades a Wikidata |
|        | Cal Boladeres            | el Bruc          | masia        |                                          | 41° 36′ 56″ N, 1° 44′ 04″ E / 41.6155127154096°N,1.73437111822036°E                                                                          |                                            |                                     | Modifica les dades a Wikidata |
|        | Cal Calès                | el Bruc          | masia        |                                          | 41° 37′ 45″ N, 1° 46′ 58″ E / 41.6291055427717°N,1.78285726723968°E                                                                          |                                            |                                     | Modifica les dades a Wikidata |
|        | Cal Cametes              | el Bruc          | masia        |                                          | 41° 37′ 46″ N, 1° 47′ 02″ E / 41.6295204335695°N,1.7837618436184°E                                                                           |                                            |                                     | Modifica les dades a Wikidata |
|        | Cal Castellet            | el Bruc          | masia        |                                          | 41° 34′ 38″ N, 1° 46′ 41″ E / 41.5771641945668°N,1.77797938397019°E                                                                          |                                            |                                     | Modifica les dades a Wikidata |
|        | Cal Conill               | el Bruc          | masia        |                                          | 41° 37′ 43″ N, 1° 42′ 50″ E / 41.6286°N,1.71384°E ca:Nord-oest del terme 515 msnm                                                            |                                            | Cal Conill (el Bruc)                | Modifica les dades a Wikidata |
|        | Cal Corres               | el Bruc          | masia        |                                          | 41° 37′ 36″ N, 1° 43′ 24″ E / 41.6267291517671°N,1.72321567847011°E                                                                          |                                            |                                     | Modifica les dades a Wikidata |
|        | Cal Francès              | el Bruc          | masia        |                                          | 41° 37′ 37″ N, 1° 43′ 23″ E / 41.627060737312°N,1.72306508111841°E ca:Nord-oest del terme                                                    |                                            |                                     | Modifica les dades a Wikidata |
|        | Cal Jaume Caselles       | el Bruc          | masia        |                                          | 41° 37′ 17″ N, 1° 44′ 27″ E / 41.6214640729714°N,1.74072462414709°E                                                                          |                                            |                                     | Modifica les dades a Wikidata |
|        | Cal Jaumot               | el Bruc          | masia        |                                          | 41° 37′ 40″ N, 1° 43′ 10″ E / 41.6279123082582°N,1.71945887417991°E                                                                          |                                            |                                     | Modifica les dades a Wikidata |
|        | Cal Jep                  | el Bruc          | masia        |                                          | 41° 36′ 44″ N, 1° 44′ 48″ E / 41.6121079547114°N,1.74669148366134°E ca:Sant Pau de la Guàrdia 678 msnm                                       |                                            | Cal Jep (Sant Pau de la Guàrdia)    | Modifica les dades a Wikidata |
|        | Cal Joan Maria           | el Bruc          | masia        |                                          | 41° 36′ 35″ N, 1° 46′ 04″ E / 41.6097135840326°N,1.76765615072997°E                                                                          |                                            |                                     | Modifica les dades a Wikidata |
|        | Cal Llobet               | el Bruc          | masia        |                                          | 41° 37′ 55″ N, 1° 45′ 37″ E / 41.6319005350771°N,1.76036649251008°E                                                                          |                                            |                                     | Modifica les dades a Wikidata |
|        | Cal Maceter              | el Bruc          | masia        |                                          | 41° 35′ 17″ N, 1° 44′ 56″ E / 41.5881647456469°N,1.74894233116494°E                                                                          |                                            |                                     | Modifica les dades a Wikidata |
|        | Cal Mariets              | el Bruc          | masia        |                                          | 41° 37′ 30″ N, 1° 44′ 06″ E / 41.6249317267552°N,1.7349791856255°E                                                                           |                                            |                                     | Modifica les dades a Wikidata |
|        | Cal Maroto               | el Bruc          | masia        |                                          | 41° 37′ 27″ N, 1° 46′ 32″ E / 41.6241021928128°N,1.77565293970786°E                                                                          |                                            |                                     | Modifica les dades a Wikidata |
|        | Cal Massacs              | el Bruc          | masia        |                                          | 41° 37′ 43″ N, 1° 46′ 59″ E / 41.6285407559185°N,1.78310798850238°E                                                                          |                                            |                                     | Modifica les dades a Wikidata |
|        | Cal Morera               | el Bruc          | masia        |                                          | 41° 37′ 19″ N, 1° 44′ 04″ E / 41.6219905288181°N,1.73453252855926°E                                                                          |                                            |                                     | Modifica les dades a Wikidata |
|        | Cal Mossarro             | el Bruc          | masia        |                                          | 41° 38′ 22″ N, 1° 46′ 40″ E / 41.6395443724019°N,1.77773802163576°E                                                                          |                                            |                                     | Modifica les dades a Wikidata |
|        | Cal Méndez               | el Bruc          | masia        |                                          | 41° 37′ 47″ N, 1° 43′ 15″ E / 41.6297017964275°N,1.72081603833879°E                                                                          |                                            |                                     | Modifica les dades a Wikidata |
|        | Cal Pagès                | el Bruc          | masia        |                                          | 41° 37′ 47″ N, 1° 47′ 02″ E / 41.6298188757476°N,1.78387628414144°E                                                                          |                                            |                                     | Modifica les dades a Wikidata |
|        | Cal Palletes             | el Bruc          | masia        |                                          | 41° 37′ 32″ N, 1° 42′ 41″ E / 41.6255879928091°N,1.71135398634045°E                                                                          |                                            |                                     | Modifica les dades a Wikidata |
|        | Cal Paloni               | el Bruc          | masia        |                                          | 41° 34′ 33″ N, 1° 46′ 30″ E / 41.5759603221611°N,1.77488335725161°E                                                                          |                                            |                                     | Modifica les dades a Wikidata |
|        | Cal Parró                | el Bruc          | masia        |                                          | 41° 38′ 29″ N, 1° 47′ 01″ E / 41.641443836402°N,1.78358566658017°E                                                                           |                                            |                                     | Modifica les dades a Wikidata |
|        | Cal Patam Nou            | el Bruc          | masia        |                                          | 41° 37′ 31″ N, 1° 44′ 17″ E / 41.6252729903301°N,1.73816563238511°E                                                                          |                                            |                                     | Modifica les dades a Wikidata |
|        | Cal Patam Vell           | el Bruc          | masia        |                                          | 41° 37′ 29″ N, 1° 44′ 18″ E / 41.624753858076°N,1.73846385404626°E                                                                           |                                            |                                     | Modifica les dades a Wikidata |
|        | Cal Pau Corres           | el Bruc          | masia        |                                          | 41° 37′ 35″ N, 1° 43′ 16″ E / 41.6263263891631°N,1.72101481780597°E                                                                          |                                            |                                     | Modifica les dades a Wikidata |
|        | Cal Pere                 | el Bruc          | masia        |                                          | 41° 37′ 09″ N, 1° 44′ 16″ E / 41.6192418763902°N,1.73767106501636°E                                                                          |                                            |                                     | Modifica les dades a Wikidata |
|        | Cal Pere Joan            | el Bruc          | masia        |                                          | 41° 38′ 31″ N, 1° 46′ 57″ E / 41.642001122393°N,1.78262660509856°E                                                                           |                                            |                                     | Modifica les dades a Wikidata |
|        | Cal Pere Massacs         | el Bruc          | masia        |                                          | 41° 37′ 48″ N, 1° 47′ 04″ E / 41.6300605020164°N,1.78458004434285°E                                                                          |                                            |                                     | Modifica les dades a Wikidata |
|        | Cal Petit                | el Bruc          | masia        |                                          | 41° 38′ 17″ N, 1° 46′ 44″ E / 41.6379814796335°N,1.7789922277392°E ca:Nord-est del terme                                                     |                                            |                                     | Modifica les dades a Wikidata |
|        | Cal Santmiquel           | el Bruc          | masia        |                                          | 41° 37′ 40″ N, 1° 44′ 32″ E / 41.6277866833089°N,1.74234225644712°E                                                                          |                                            |                                     | Modifica les dades a Wikidata |
|        | Cal Santsimeó            | el Bruc          | masia        |                                          | 41° 38′ 27″ N, 1° 44′ 02″ E / 41.6408884169007°N,1.73382662115314°E                                                                          |                                            |                                     | Modifica les dades a Wikidata |
|        | Cal Serrat               | el Bruc          | masia        |                                          | 41° 34′ 33″ N, 1° 47′ 14″ E / 41.575865021903°N,1.78713212548202°E                                                                           |                                            |                                     | Modifica les dades a Wikidata |
|        | Cal Simeó de Pagès       | el Bruc          | masia        |                                          | 41° 34′ 24″ N, 1° 46′ 31″ E / 41.5734245403676°N,1.77527912354695°E 452 msnm                                                                 |                                            |                                     | Modifica les dades a Wikidata |
|        | Cal Solà de la Vall      | el Bruc          | masia        | Estil: arquitectura popular              | 41° 38′ 28″ N, 1° 46′ 36″ E / 41.6412179957832°N,1.77673381010004°E ca:Nord-est del terme                                                    | bé integrant del patrimoni cultural català |                                     | Modifica les dades a Wikidata |
|        | Cal Tetger               | el Bruc          | masia        |                                          | 41° 37′ 46″ N, 1° 47′ 00″ E / 41.6293357561897°N,1.78333313579507°E                                                                          |                                            |                                     | Modifica les dades a Wikidata |
|        | Cal Ton Lluent           | el Bruc          | masia        |                                          | 41° 38′ 22″ N, 1° 44′ 09″ E / 41.6394594858482°N,1.73575167604604°E                                                                          |                                            |                                     | Modifica les dades a Wikidata |
|        | Cal Ventura              | el Bruc          | masia        |                                          | 41° 36′ 04″ N, 1° 44′ 43″ E / 41.600996755968°N,1.7453585672431°E                                                                            |                                            |                                     | Modifica les dades a Wikidata |
|        | Cal Vicenç               | el Bruc          | masia        |                                          | 41° 38′ 21″ N, 1° 44′ 04″ E / 41.6391836751384°N,1.73442431415586°E                                                                          |                                            |                                     | Modifica les dades a Wikidata |
|        | Cal Viladiu              | el Bruc          | masia        |                                          | 41° 38′ 00″ N, 1° 47′ 12″ E / 41.6332083938657°N,1.78670594172927°E                                                                          |                                            |                                     | Modifica les dades a Wikidata |
|        | Can Canyelles            | el Bruc          | masia        |                                          | 41° 34′ 55″ N, 1° 45′ 11″ E / 41.5818951217301°N,1.75302210420251°E                                                                          |                                            |                                     | Modifica les dades a Wikidata |
|        | Can Carles               | el Bruc          | masia        |                                          | 41° 37′ 03″ N, 1° 44′ 22″ E / 41.6173957363759°N,1.73933944301546°E                                                                          |                                            |                                     | Modifica les dades a Wikidata |
|        | Can Farrés               | el Bruc          | masia        | Estil: arquitectura popular              | 41° 34′ 58″ N, 1° 47′ 10″ E / 41.58276°N,1.78608°E ca:Camí de can Farrés                                                                     | bé cultural d'interès local                |                                     | Modifica les dades a Wikidata |
|        | Can Ferrers              | el Bruc          | masia        |                                          | 41° 34′ 58″ N, 1° 47′ 10″ E / 41.582801°N,1.786075°E 505 msnm                                                                                |                                            |                                     | Modifica les dades a Wikidata |
|        | Can Guixar               | el Bruc          | masia        |                                          | 41° 35′ 22″ N, 1° 44′ 58″ E / 41.5894215535313°N,1.74938596851303°E                                                                          |                                            |                                     | Modifica les dades a Wikidata |
|        | Can Jorba                | el Bruc          | masia        | Estil: arquitectura popular              | 41° 35′ 17″ N, 1° 47′ 55″ E / 41.58808°N,1.79858°E ca:Camí del Castell a la Vinya Nova                                                       | bé cultural d'interès local                | Can Jorba (el Bruc)                 | Modifica les dades a Wikidata |
|        | Can Manuel               | el Bruc          | masia        |                                          | 41° 35′ 03″ N, 1° 45′ 48″ E / 41.5842299279197°N,1.76321028304155°E ca:Sud-oest del terme                                                    |                                            |                                     | Modifica les dades a Wikidata |
|        | Can Marc de la Vall      | el Bruc          | masia        |                                          | 41° 38′ 25″ N, 1° 46′ 31″ E / 41.6403110145214°N,1.77529811584196°E 41° 38′ 24″ N, 1° 46′ 32″ E / 41.64012°N,1.77552°E ca:Nord-est del terme | bé cultural d'interès local                |                                     | Modifica les dades a Wikidata |
|        | Can Mata                 | el Bruc          | masia        |                                          | 41° 35′ 27″ N, 1° 45′ 28″ E / 41.5908009833903°N,1.75781780557558°E                                                                          |                                            |                                     | Modifica les dades a Wikidata |
|        | Can Maçana               | el Bruc          | masia        | Estil: arquitectura popular              | 41° 36′ 36″ N, 1° 46′ 02″ E / 41.61007°N,1.76719°E ca:Carretera de Montserrat, cruïlla amb la ctra. de Manresa                               | bé cultural d'interès local                | Can Maçana (El Bruc)                | Modifica les dades a Wikidata |
|        | Can Pasqual              | el Bruc          | masia        |                                          | 41° 35′ 32″ N, 1° 46′ 34″ E / 41.5922588250839°N,1.7761709408386°E                                                                           |                                            |                                     | Modifica les dades a Wikidata |
|        | Can Ribera               | el Bruc          | masia        |                                          | 41° 34′ 41″ N, 1° 45′ 51″ E / 41.5780254799057°N,1.76418035655558°E ca:Sud-oest del terme                                                    |                                            |                                     | Modifica les dades a Wikidata |
|        | Can Rovira               | el Bruc          | masia        |                                          | 41° 35′ 07″ N, 1° 46′ 49″ E / 41.58523°N,1.78021°E ca:Urbanització mas Grau                                                                  | bé integrant del patrimoni cultural català |                                     | Modifica les dades a Wikidata |
|        | Can Salses               | el Bruc          | masia        |                                          | 41° 35′ 19″ N, 1° 47′ 00″ E / 41.588606912203°N,1.78342638182176°E                                                                           |                                            |                                     | Modifica les dades a Wikidata |
|        | Can Serra                | el Bruc          | masia        |                                          | 41° 37′ 36″ N, 1° 43′ 09″ E / 41.6265579476112°N,1.71916155804771°E 41° 37′ 36″ N, 1° 43′ 09″ E / 41.6265579476112°N,1.7191615580477°E       |                                            |                                     | Modifica les dades a Wikidata |
|        | Can Solà de la Balma     | el Bruc          | masia        |                                          | 41° 35′ 58″ N, 1° 45′ 03″ E / 41.5995355085409°N,1.7509546129017°E                                                                           |                                            |                                     | Modifica les dades a Wikidata |
|        | Can Solà de la Roca      | el Bruc          | masia        | Estil: arquitectura popular              | 41° 36′ 01″ N, 1° 44′ 47″ E / 41.60017°N,1.74649°E ca:Antiga N-II; km 571.4                                                                  | bé integrant del patrimoni cultural català |                                     | Modifica les dades a Wikidata |
|        | Can Vador                | el Bruc          | masia        |                                          | 41° 35′ 21″ N, 1° 46′ 33″ E / 41.5891845857233°N,1.77590507738626°E                                                                          |                                            |                                     | Modifica les dades a Wikidata |
|        | Casa Vella               | el Bruc          | masia        |                                          | 41° 37′ 24″ N, 1° 43′ 17″ E / 41.6232217972973°N,1.72126823961719°E                                                                          |                                            |                                     | Modifica les dades a Wikidata |
|        | Caselles                 | el Bruc          | masia        |                                          | 41° 37′ 04″ N, 1° 44′ 22″ E / 41.6176849519695°N,1.73942983240328°E                                                                          |                                            |                                     | Modifica les dades a Wikidata |
|        | Castell del Bruc         | el Bruc          | masia        | Estil: arquitectura popular              | 41° 35′ 19″ N, 1° 47′ 15″ E / 41.5887°N,1.78741°E ca:Est del Bruc del Mig                                                                    | bé cultural d'interès local                | El Castell (el Bruc)                | Modifica les dades a Wikidata |
|        | Julenques                | el Bruc          | masia        |                                          | 41° 38′ 30″ N, 1° 45′ 10″ E / 41.6416367643577°N,1.75284345422302°E ca:Julenques a La Guàrdia                                                |                                            |                                     | Modifica les dades a Wikidata |
|        | Mas Colom                | el Bruc          | masia        |                                          | 41° 34′ 45″ N, 1° 47′ 00″ E / 41.57917°N,1.78346°E ca:Bruc de la Parròquia                                                                   | bé integrant del patrimoni cultural català |                                     | Modifica les dades a Wikidata |
|        | Mas Grau                 | el Bruc          | masia        |                                          | 41° 35′ 04″ N, 1° 46′ 57″ E / 41.5843263444527°N,1.78236706544936°E                                                                          |                                            |                                     | Modifica les dades a Wikidata |
|        | Mas la Cova              | el Bruc          | masia        | Estil: arquitectura popular              | 41° 35′ 20″ N, 1° 46′ 02″ E / 41.58898°N,1.76731°E ca:Oest del Bruc de Dalt                                                                  | bé cultural d'interès local                |                                     | Modifica les dades a Wikidata |
|        | Mas la Vinya Nova        | el Bruc Collbató | masia        | Estil: arquitectura popular              | 41° 34′ 59″ N, 1° 48′ 32″ E / 41.58303°N,1.80889°E ca:Sud-est del terme                                                                      | bé cultural d'interès local                | La Vinya Nova                       | Modifica les dades a Wikidata |
|        | Matastacs Nou            | el Bruc          | masia        |                                          | 41° 38′ 07″ N, 1° 44′ 45″ E / 41.6353986467691°N,1.74573606721149°E                                                                          |                                            |                                     | Modifica les dades a Wikidata |
|        | Matastacs Vell           | el Bruc          | masia        |                                          | 41° 38′ 22″ N, 1° 44′ 48″ E / 41.6394154657913°N,1.74653467167858°E ca:Matastacs a la Guàrdia                                                |                                            |                                     | Modifica les dades a Wikidata |
|        | Xalet de la Cova         | el Bruc          | masia        |                                          | 41° 35′ 22″ N, 1° 46′ 01″ E / 41.5893769918202°N,1.76693925935694°E                                                                          |                                            |                                     | Modifica les dades a Wikidata |
|        | ca n'Elias               | el Bruc          | masia        | 18th century                             | 41° 36′ 43″ N, 1° 44′ 52″ E / 41.61189°N,1.74769°E ca:Sant Pau de la Guàrdia 676 msnm                                                        | bé cultural d'interès local                | Ca n'Elies (Sant Pau de la Guàrdia) | Modifica les dades a Wikidata |
|        | can Marquès              | el Bruc          | masia        | Estil: arquitectura popular 17th century | 41° 34′ 26″ N, 1° 47′ 30″ E / 41.57399°N,1.79179°E ca:Ctra. N-II, km 578,1, trencall al nord 430 msnm                                        | bé cultural d'interès local                | Can Marquès (el Bruc)               | Modifica les dades a Wikidata |
|        | can Vallès               | el Bruc          | masia        | Estil: arquitectura popular 16th century | 41° 34′ 30″ N, 1° 47′ 21″ E / 41.57488°N,1.78923°E ca:Ctra. N-II, km 578,1, passat Can Marquès, trencall a l'esquerra 437 msnm               | bé integrant del patrimoni cultural català | Can Vallès (el Bruc)                | Modifica les dades a Wikidata |
|        | el Cup del Cases         | el Bruc          | masia        |                                          | 41° 37′ 12″ N, 1° 45′ 19″ E / 41.6199552571394°N,1.75518185626439°E                                                                          |                                            |                                     | Modifica les dades a Wikidata |
|        | el Forn de la Vall       | el Bruc          | masia        |                                          | 41° 38′ 01″ N, 1° 46′ 07″ E / 41.6335738265742°N,1.76855837396966°E                                                                          |                                            |                                     | Modifica les dades a Wikidata |
|        | els Quatre Vents         | el Bruc          | masia        |                                          | 41° 37′ 54″ N, 1° 44′ 43″ E / 41.6317630484795°N,1.7452062846584°E ca:Nord-oest del terme                                                    |                                            |                                     | Modifica les dades a Wikidata |
|        | l'Entrevista             | el Bruc          | masia        |                                          | 41° 38′ 38″ N, 1° 45′ 57″ E / 41.6439733289803°N,1.76570665727759°E                                                                          |                                            |                                     | Modifica les dades a Wikidata |
|        | l'Espinac                | el Bruc          | masia        |                                          | 41° 37′ 06″ N, 1° 44′ 04″ E / 41.6184692845987°N,1.7345773713263°E                                                                           |                                            |                                     | Modifica les dades a Wikidata |
|        | la Casa Vella            | el Bruc          | masia        |                                          | 41° 37′ 20″ N, 1° 43′ 02″ E / 41.6221504293812°N,1.71726819827027°E                                                                          |                                            |                                     | Modifica les dades a Wikidata |
|        | la Casanova              | el Bruc          | masia        |                                          | 41° 37′ 43″ N, 1° 45′ 03″ E / 41.6285180593546°N,1.75076742280868°E                                                                          |                                            |                                     | Modifica les dades a Wikidata |
|        | la Devesa                | el Bruc          | masia        |                                          | 41° 38′ 42″ N, 1° 44′ 42″ E / 41.6450998219083°N,1.74497153541098°E                                                                          |                                            |                                     | Modifica les dades a Wikidata |
|        | les Figueres             | el Bruc          | masia        |                                          | 41° 35′ 05″ N, 1° 47′ 06″ E / 41.5847064836214°N,1.78509517232996°E                                                                          |                                            |                                     | Modifica les dades a Wikidata |
|        | les Viles                | el Bruc          | masia        |                                          | 41° 38′ 26″ N, 1° 44′ 01″ E / 41.6406508472512°N,1.73351908878758°E                                                                          |                                            |                                     | Modifica les dades a Wikidata |

## muntanya
| imatge | Nom                            | Ubicat a                                  | instància de | Detalls | coordenades | Protecció | Commons (més fotos)            | Dades a WD                    |
| ------ | ------------------------------ | ----------------------------------------- | ------------ | ------- | --- | --------- | ------------------------------ | ----------------------------- |
|        | Castellferran                  | el Bruc                                   | muntanya     |         | 41° 36′ 30″ N, 1° 45′ 51″ E / 41.6083°N,1.76408°E 791 msnm                                                        |           | Castellferran                  | Modifica les dades a Wikidata |
|        | Malgraó                        | el Bruc                                   | muntanya     |         | 41° 36′ 53″ N, 1° 46′ 21″ E / 41.6146°N,1.77239722°E 683.5 msnm                                                   |           |                                | Modifica les dades a Wikidata |
|        | Miranda de les Agulles         | el Bruc                                   | muntanya     |         | 41° 36′ 14″ N, 1° 47′ 07″ E / 41.603847°N,1.785153°E 908 msnm                                                     |           |                                | Modifica les dades a Wikidata |
|        | Miranda del Príncep            | el Bruc                                   | muntanya     |         | 41° 36′ 18″ N, 1° 47′ 34″ E / 41.604897°N,1.792784°E 993 msnm                                                     |           |                                | Modifica les dades a Wikidata |
|        | Miranda dels Ecos              | el Bruc                                   | muntanya     |         | 41° 36′ 16″ N, 1° 48′ 22″ E / 41.604409941°N,1.8062062446°E 1223 msnm                                             |           | Miranda dels Ecos              | Modifica les dades a Wikidata |
|        | Montgròs                       | el Bruc                                   | muntanya     |         | 41° 36′ 00″ N, 1° 48′ 18″ E / 41.5999938678°N,1.80508768977°E Montserrat 1133 msnm                                |           | Montgròs (el Bruc)             | Modifica les dades a Wikidata |
|        | Roca Plana dels Llamps         | el Bruc                                   | muntanya     |         | 41° 36′ 05″ N, 1° 48′ 17″ E / 41.60138611°N,1.80475°E Montserrat 1162 msnm                                        |           | Roca Plana dels Llamps         | Modifica les dades a Wikidata |
|        | Roques Blanques                | el Bruc                                   | muntanya     |         | 41° 35′ N, 1° 46′ E / 41.58°N,1.76°E                                                                              |           | Roques Blanques                | Modifica les dades a Wikidata |
|        | Sant Jeroni                    | Marganell el Bruc Monistrol de Montserrat | muntanya     |         | 41° 36′ 19″ N, 1° 48′ 41″ E / 41.6053835626°N,1.81150454088°E ca:Muntanya de Montserrat. Est del terme. 1237 msnm |           | Sant Jeroni (Montserrat)       | Modifica les dades a Wikidata |
|        | Torre Alta                     | el Bruc                                   | muntanya     |         | 41° 36′ 40″ N, 1° 45′ 48″ E / 41.6112068212°N,1.76328314465°E 842 msnm                                            |           | Torre Alta (Castell Ferran)    | Modifica les dades a Wikidata |
|        | Turó del Castell de la Guàrdia | el Bruc                                   | muntanya     |         | 41° 36′ 32″ N, 1° 46′ 25″ E / 41.608986°N,1.773734°E 856 msnm                                                     |           | Turó del Castell de la Guàrdia | Modifica les dades a Wikidata |
|        | el Cilindre                    | el Bruc                                   | muntanya     |         | 41° 36′ 11″ N, 1° 48′ 07″ E / 41.6031°N,1.80184°E Montserrat 1101 msnm                                            |           | El Cilindre (Montserrat)       | Modifica les dades a Wikidata |
|        | el Lloro                       | Marganell el Bruc                         | muntanya     |         | 41° 36′ 38″ N, 1° 47′ 34″ E / 41.610555°N,1.792639°E 1128 msnm                                                    |           | El Lloro                       | Modifica les dades a Wikidata |
|        | la Bola de la Partió           | el Bruc                                   | muntanya     |         | 41° 36′ 31″ N, 1° 47′ 07″ E / 41.6086°N,1.78526°E Montserrat 1037 msnm                                            |           | La Bola de la Partió           | Modifica les dades a Wikidata |
|        | la Palomera                    | el Bruc                                   | muntanya     |         | 41° 35′ 36″ N, 1° 47′ 59″ E / 41.5934°N,1.79962°E Montserrat 851 msnm                                             |           | La Palomera (el Bruc)          | Modifica les dades a Wikidata |
|        | la Pelada                      | el Bruc                                   | muntanya     |         | 41° 36′ 25″ N, 1° 46′ 51″ E / 41.6069°N,1.78077°E                                                                 |           |                                | Modifica les dades a Wikidata |
|        | la Roca Gran de la Portella    | el Bruc                                   | muntanya     |         | 41° 36′ 19″ N, 1° 46′ 51″ E / 41.6054°N,1.78076°E Montserrat 933 msnm                                             |           | Roca Gran de la Portella       | Modifica les dades a Wikidata |

## pont
| imatge | Nom                  | Ubicat a | instància de | Detalls                                           | coordenades                                                                         | Protecció                   | Commons (més fotos)            | Dades a WD                    |
| ------ | -------------------- | -------- | ------------ | ------------------------------------------------- | ----------------------------------------------------------------------------------- | --------------------------- | ------------------------------ | ----------------------------- |
|        | Pont Foradat         | el Bruc  | pont         |                                                   | 41° 35′ 22″ N, 1° 44′ 42″ E / 41.5894102532563°N,1.7450430697584°E                  |                             |                                | Modifica les dades a Wikidata |
|        | Pont de Cal Petit    | el Bruc  | pont         |                                                   | 41° 38′ 14″ N, 1° 46′ 46″ E / 41.6371581021754°N,1.77948802809467°E                 |                             |                                | Modifica les dades a Wikidata |
|        | Pont de la Parròquia | el Bruc  | pont         | Estil: arquitectura popular 1917 Estat: bon estat | 41° 34′ 39″ N, 1° 46′ 56″ E / 41.57757°N,1.78232°E ca:Bruc de la parròquia 468 msnm | bé cultural d'interès local | Pont de la Parròquia (el Bruc) | Modifica les dades a Wikidata |
|        | Pont de la Plana     | el Bruc  | pont         |                                                   | 41° 38′ 26″ N, 1° 46′ 45″ E / 41.640658952821°N,1.77921784310593°E                  |                             |                                | Modifica les dades a Wikidata |

## sender
| imatge | Nom                                                         | Ubicat a | instància de | Detalls | coordenades | Protecció | Commons (més fotos) | Dades a WD                    |
| ------ | ----------------------------------------------------------- | -------- | ------------ | ------- | ----------- | --------- | ------------------- | ----------------------------- |
|        | Agulles de Montserrat per l'era dels Pallers                | el Bruc  | sender       |         |             |           |                     | Modifica les dades a Wikidata |
|        | Camí circular per la regió d'Agulles                        | el Bruc  | sender       |         |             |           |                     | Modifica les dades a Wikidata |
|        | D'El Bruc al Refugi Vicenç Babé                             | el Bruc  | sender       |         |             |           |                     | Modifica les dades a Wikidata |
|        | De Can Maçana al Monestir de Montserrat pel camí de l'Arrel | el Bruc  | sender       |         |             |           |                     | Modifica les dades a Wikidata |
|        | Del Bruc a Can Maçana                                       | el Bruc  | sender       |         |             |           |                     | Modifica les dades a Wikidata |
|        | Del Bruc a Collbató                                         | el Bruc  | sender       |         |             |           |                     | Modifica les dades a Wikidata |
|        | El camí de les Batalles                                     | el Bruc  | sender       |         |             |           |                     | Modifica les dades a Wikidata |

## serra
| imatge | Nom             | Ubicat a          | instància de | Detalls | coordenades                                                     | Protecció | Commons (més fotos)       | Dades a WD                    |
| ------ | --------------- | ----------------- | ------------ | ------- | --------------------------------------------------------------- | --------- | ------------------------- | ----------------------------- |
|        | Les Agulles     | el Bruc Marganell | serra        |         | 41° 36′ 33″ N, 1° 47′ 04″ E / 41.609289°N,1.784496°E Montserrat |           | Les Agulles (Montserrat)  | Modifica les dades a Wikidata |
|        | Roques Blanques | el Bruc           | serra        |         | 41° 34′ 47″ N, 1° 44′ 11″ E / 41.57972°N,1.736321°E 768 msnm    |           | Roques Blanques (el Bruc) | Modifica les dades a Wikidata |

## Misc
| imatge | Nom                                       | Ubicat a | instància de                               | Detalls                                  | coordenades                                                                                              | Protecció                                            | Commons (més fotos)                     | Dades a WD                    |
| ------ | ----------------------------------------- | --- | ------------------------------------------ | ---------------------------------------- | --- | ---------------------------------------------------- | --------------------------------------- | ----------------------------- |
|        | Avenc Barberà                             | el Bruc | avenc                                      |                                          | 41° 35′ 34″ N, 1° 48′ 14″ E / 41.5928656763742°N,1.80387537378147°E                                      |                                                      |                                         | Modifica les dades a Wikidata |
|        | B-110                                     | el Bruc | carretera                                  | Llarg: 1.16km                            | 41° 36′ 06″ N, 1° 45′ 47″ E / 41.60162°N,1.762998°E                                                      |                                                      |                                         | Modifica les dades a Wikidata |
|        | Can Serrat                                | el Bruc | residència creativa centre cultural        | 1989                                     | 41° 34′ 32″ N, 1° 47′ 04″ E / 41.575468°N,1.7845323°E                                                    |                                                      |                                         | Modifica les dades a Wikidata |
|        | Coll de Can Maçana                        | el Bruc | collada                                    |                                          | 41° 36′ 35″ N, 1° 46′ 04″ E / 41.6098°N,1.767861111111111°E Montserrat                                   |                                                      | Coll de Can Maçana                      | Modifica les dades a Wikidata |
|        | Cova Tapada                               | el Bruc | menhir                                     |                                          | 41° 36′ 29″ N, 1° 46′ 39″ E / 41.6079719371443°N,1.77747012620323°E                                      |                                                      |                                         | Modifica les dades a Wikidata |
|        | Fortí de Can Maçana                       | el Bruc | fort                                       | Estat: enderrocat o destruït             | 41° 36′ 37″ N, 1° 46′ 05″ E / 41.610351°N,1.767923°E 742 msnm                                            |                                                      | Fortí de Can Maçana                     | Modifica les dades a Wikidata |
|        | Granja de Can Cairot                      | el Bruc | granja                                     |                                          | 41° 34′ 43″ N, 1° 45′ 39″ E / 41.5785569201227°N,1.76083545847209°E                                      |                                                      |                                         | Modifica les dades a Wikidata |
|        | Monument a la Batalla del Bruc            | el Bruc | monument                                   | 1954                                     | 41° 35′ 01″ N, 1° 46′ 41″ E / 41.58349°N,1.777983°E ca:Bruc del Mig                                      | bé d'interès cultural bé cultural d'interès nacional | Monument al Timbaler del Bruc (El Bruc) | Modifica les dades a Wikidata |
|        | Parc Natural de la Muntanya de Montserrat | el Bruc Collbató Monistrol de Montserrat Marganell Anoia Bages Baix Llobregat província de Barcelona Catalunya | àrea protegida                             |                                          | 41° 35′ 52″ N, 1° 48′ 53″ E / 41.597665°N,1.814705°E                                                     |                                                      | Montserrat Natural Park                 | Modifica les dades a Wikidata |
|        | Polígon industrial del Bruc               | el Bruc | polígon industrial                         |                                          | 41° 34′ 52″ N, 1° 46′ 36″ E / 41.5811851635162°N,1.77664398436272°E                                      |                                                      |                                         | Modifica les dades a Wikidata |
|        | Pou de gel del torrent dels Pèlags        | el Bruc | pou de neu                                 | Estil: arquitectura popular 19th century | 41° 38′ 18″ N, 1° 43′ 27″ E / 41.63834°N,1.72415°E ca:Torrent dels Pèlags                                | bé integrant del patrimoni cultural català           |                                         | Modifica les dades a Wikidata |
|        | Roca dels Esperantistes                   | el Bruc | formació rocosa objecte Zamenhof-Esperanto | Anomenat per: esperantista               | 41° 36′ 10″ N, 1° 48′ 01″ E / 41.6027644°N,1.8004064°E                                                   |                                                      |                                         | Modifica les dades a Wikidata |
|        | Túnels del Bruc                           | el Bruc | túnel                                      |                                          | 41° 35′ 43″ N, 1° 44′ 09″ E / 41.595311°N,1.735932°E                                                     |                                                      |                                         | Modifica les dades a Wikidata |
|        | castell Ferran                            | el Bruc | torre de defensa                           | Estil: arquitectura popular              | 41° 36′ 30″ N, 1° 45′ 50″ E / 41.608265°N,1.764021°E ca:Camí que surt de can Maçana                      | bé cultural d'interès local                          | Castell Ferran (el Bruc)                | Modifica les dades a Wikidata |
|        | castell de Guàrdia                        | el Bruc | castell                                    |                                          | 41° 36′ 31″ N, 1° 46′ 25″ E / 41.6086°N,1.77361°E Turó del Castell de la Guàrdia                         | bé d'interès cultural bé cultural d'interès nacional | Castell de la Guàrdia de Montserrat     | Modifica les dades a Wikidata |
|        | font de l'Auró                            | el Bruc | font                                       |                                          | 41° 38′ 15″ N, 1° 44′ 56″ E / 41.637621408407°N,1.7489914993885°E                                        |                                                      |                                         | Modifica les dades a Wikidata |
|        | plaça de la Parròquia                     | el Bruc | plaça                                      |                                          | 41° 34′ 40″ N, 1° 47′ 02″ E / 41.57764°N,1.78386°E ca:Carrer de la Parròquia                             |                                                      | Plaça de la Parròquia (el Bruc)         | Modifica les dades a Wikidata |
|        | refugi Vicenç Barbé                       | el Bruc | refugi de muntanya                         | 1961-01-15                               | 41° 36′ 23″ N, 1° 47′ 06″ E / 41.60632°N,1.784869°E ca:Regió de les Agulles de Montserrat 890 msnm       |                                                      | Refugi Vicenç Barbé                     | Modifica les dades a Wikidata |
|        | riera de Marganell                        | Marganell el Bruc Castellbell i el Vilar Monistrol de Montserrat                                               | curs d'aigua                               | Desemboca: Llobregat                     | 41° 36′ 38″ N, 1° 46′ 00″ E / 41.61067°N,1.766729°E 41° 38′ 27″ N, 1° 51′ 27″ E / 41.640933°N,1.857388°E |                                                      |                                         | Modifica les dades a Wikidata |